# Adiabatikus állapotváltozás

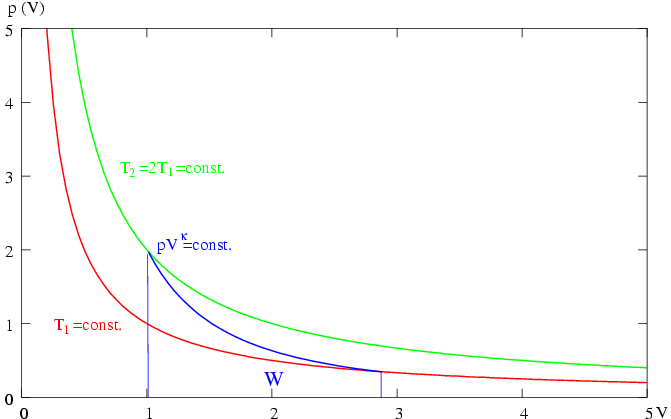
Adiabatikus állapotváltozás p-V diagramon. W jelöli a külső munkát

Az adiabatikus állapotváltozás vagy adiabatikus folyamat olyan állapotváltozás, amely során a termodinamikai rendszer és környezete között nem jön létre hőátadás. Ideális gázok esetében, amelyeknek nincs belső súrlódása, az adiabatikus állapotváltozás egyben izentropikus állapotváltozás is, vagyis a folyamat során a rendszer entrópiája nem változik.
A szó görög eredetű. Diabatosz (διαβατός) jelentése járható. A szó eleji a fosztóképző: (át)járhatatlan.
A nyomás, fajlagos térfogat és hőmérséklet között az állapotváltozás kezdő és végállapota között a következő összefüggések írhatók fel:
{\displaystyle {\frac {p_{1}}{p_{2}}}=\left({\frac {v_{2}}{v_{1}}}\right)^{\kappa };~~~~{\frac {v_{1}}{v_{2}}}=\left({\frac {p_{2}}{p_{1}}}\right)^{\frac {1}{\kappa }};~~~~{\frac {p_{1}}{p_{2}}}=\left({\frac {T_{1}}{T_{2}}}\right)^{\frac {\kappa }{\kappa -1}};}
{\displaystyle {\frac {v_{1}}{v_{2}}}=\left({\frac {T_{2}}{T_{1}}}\right)^{\frac {1}{\kappa -1}};~~~~{\frac {T_{1}}{T_{2}}}=\left({\frac {v_{2}}{v_{1}}}\right)^{\kappa -1};~~~~{\frac {T_{1}}{T_{2}}}=\left({\frac {p_{1}}{p_{2}}}\right)^{\frac {\kappa -1}{\kappa }}.}
Itt kétatomos gázokra {\displaystyle \kappa \approx 1{,}4\,} az adiabatikus kitevő.
A külső munka egyenlő a belső energia változásával:
{\displaystyle L_{12}=\int _{1}^{2}p~dv=c_{v}(T_{2}-T_{1})={\frac {1}{\kappa -1}}(p_{1}v_{1}-p_{2}v_{2})={\frac {p_{1}v_{1}}{\kappa -1}}\left(1-{\frac {T_{2}}{T_{1}}}\right)={\frac {p_{1}v_{1}}{\kappa -1}}\left[1-\left({\frac {p_{2}}{p_{1}}}\right)^{\frac {\kappa -1}{\kappa }}\right].}
Expanzió (tágulás) esetén a belső energia csökken, kompresszió (sűrítés) esetén nő.